# Life thru a Lens
Life thru a Lens è il primo album da solista del cantautore britannico Robbie Williams, pubblicato il 29 settembre del 1997 dalla Chrysalis Records.
Si tratta del primo album di Williams seguito alla sua fuoriuscita dai Take That. Il titolo di lavorazione del disco era The Show-Off Must Go On.
I primi tre singoli estratti dall'album, Old Before I Die, Lazy Days e South of the Border (l'unico a non entrare nella top 10), furono tutti dei moderati successi, ma fu il quarto singolo Angels che catapultò Williams alla fama internazionale come artista solista. Raggiungendo il quarto posto in classifica, il singolo vendette oltre un milione di copie nel Regno Unito. Quinto ed ultimo singolo fu Let Me Entertain You che raggiunse il terzo posto, diventando il terzo successo da top-5 estratto dall'album.
Life thru a Lens debuttò alla posizione numero 11 nella UK Albums Chart restando inizialmente in stallo per poi sprofondare nella parte bassa della classifica, ma, sull'onda del successo di Angels, iniziò a risalire costantemente posizioni e finalmente raggiunse il numero uno nell'aprile 1998, cinque mesi dopo la sua uscita. Anche se non ha mai venduto più di 60 000 copie in una sola settimana, l'album ha venduto oltre 2 milioni di copie a tutto novembre 2013, diventando il quarto album in studio più venduto di Williams e il quinto più venduto in assoluto.

## Descrizione
Dopo aver tentato a fondo di trovare il proprio sound durante un periodo di sconvolgimento personale, Williams cominciò le sessioni di registrazione per l'album presso gli studi Maison Rouge di Londra nel marzo 1997, poco tempo dopo avere fatto la conoscenza di Guy Chambers. La title track, Life thru a Lens, fu scritta da Williams ispirandosi alla sua fidanzata dell'epoca, Jacqueline Hamilton-Smith, che era una persona mondana. Spesso viene erroneamente attribuita a Tara Palmer-Tompkinson, ma lei e Williams non iniziarono ad uscire prima del 2006. Ego a Go Go parlava di Gary Barlow, mentre South of the Border era su Kate Moss (la prima strofa recita: «I know a freaky young lady name of cocaine Katie»), e Baby Girl Window si ispirava a Samantha Beckinsale e a suo padre, l'attore Richard Beckinsale. One of God's Better People e Angels parlano della madre di Williams, Jan. La traccia nascosta Hello, Sir è una poesia che prende in giro uno degli ex insegnanti di Williams.
Le sonorità del disco sono influenzate dal Britpop, specialmente da quello di band come gli Oasis. John Bush di AllMusic scrisse che Life thru a Lens "tradisce continuamente evidenti influenze degli Oasis e di altre star del Britpop, ma trionfa comunque grazie alla splendida produzione, all'irresistibile personalità di Williams e al sapore generale di una musica pop scandalosa e assolutamente piacevole."

## Pubblicazione
Life thru a Lens fu pubblicato nell'ottobre 1997, non molto tempo dopo il periodo in riabilitazione di Williams. Il lancio avvenne tramite un unico concerto dal vivo all'Élysée Montmartre di Parigi. Inizialmente, l'album stentò a decollare, debuttando alla posizione numero 11 della UK Albums Chart, e scendendo alla numero 104 poco tempo dopo, avendo venduto solamente 30.000 copie circa in tutto. Il disco raggiunse la vetta della classifica dopo una permanenza di 27 settimane in classifica, grazie al grosso successo del singolo Angels, che fece salire le vendite dell'album a 300.000 unità. Life thru a Lens trascorse in totale 218 settimane nella classifica britannica e fu al numero 1 per due settimane, diventando il 58º album più venduto di sempre in Gran Bretagna con vendite di oltre 2,4 milioni di copie. Nonostante il successo in patria, l'album fallì il successo a livello internazionale. Tuttavia, in Argentina, raggiunse la top ten all'inizio del 1998. Life thru a Lens ha venduto più di quattro milioni di copie nel mondo ed è stato certificato otto volte disco di platino in Gran Bretagna.

## Accoglienza
| Recensione     | Giudizio |
| -------------- | -------- |
| AllMusic       | [ 13 ]   |
| The Guardian   | [ 17 ]   |
| Music Week     | [ 18 ]   |
| NME            | 7/10     |
| Piero Scaruffi | 5/10     |

AllMusic descrive Life thru a Lens come un album pop, con elementi glam rock, alternative rock, soft rock e dance pop, e con una forte influenza britpop. Su Rockol si fa riferimento a Life thru a Lens come una "sorpresa brit-pop".
Scrivendo su Melody Maker nell'ottobre 1997, Robin Bresnark recensì negativamente Life thru a Lens: "Non c'è niente qui... certo, Robbie Williams è lo sfortunato scavezzacollo più affascinante che potremmo mai incontrare. Ma questo album sembra più un comunicato stampa che un album – e non è quello che io chiamo musica."
Nel 2004 la rivista inglese Q classificò l'album alla posizione numero 43 nella lista "The 50 (+50) Best British Albums Ever" da loro stilata. Nel 2000 Record Collector incluse Life thru a Lens nella lista "10 Classic Albums from 21 Genres for the 21st Century", mentre Robert Dimery lo inserì nel libro 1001 Albums You Must Hear Before You Die.

## Tracce
1. Lazy Days – 3:53 (Robbie Williams, Guy Chambers)
2. Life Thru a Lens – 3:08 (Robbie Williams, Guy Chambers)
3. Ego a Go Go – 3:34 (Robbie Williams, Guy Chambers)
4. Angels – 4:24 (Robbie Williams, Guy Chambers, Ray Heffernan)
5. South of the Border – 3:54 (Robbie Williams, Guy Chambers)
6. Old Before I Die – 3:54 (Robbie Williams, Guy Chambers, Ray Heffernan)
7. One Of God's Better People – 3:33 (Robbie Williams, Guy Chambers)
8. Let Me Entertain You – 4:21 (Robbie Williams, Guy Chambers)
9. Killing Me – 3:56 (Robbie Williams, Guy Chambers)
10. Clean – 3:55 (Robbie Williams, Antony Genn, Martin Slattery, Richard Hawley)
11. Baby Girl Window – 14:10 (Robbie Williams, Guy Chambers) – contiene la traccia nascosta Hello Sir

## Formazione
- Robbie Williams - voce, cori
- Guy Chambers - tastiera, cori, chitarra
- Chris Sharrock - batteria, rullante
- Fil Eisler - basso
- Gary Nuttall - chitarra, cori
- Steve Power - tastiera, programmazione
- Steve McEwan - programmazione, cori
- Dave Catlin-Birch - basso, cori
- André Barreau - chitarra, cori
- Geoff Dugmore - batteria, percussioni
- Martin Slattery - tastiera
- Andy Duncan - percussioni
- Steve Bush - programmazione
- Oscar O'Loughlin - chitarra
- Mark Smith - basso, programmazione
- Chester Kamen - chitarra
- Kerry Hopwood - programmazione
- Steve Sidwell - tromba
- Derek Watkins - tromba
- Mark Feltham - armonica
- Carroll Thompson, Andy Caine, Beverley Skeete, Nicole Patterson, Claudia Fontaine - cori

## Classifiche
| Classifica (1997-98) | Posizione raggiunta |
| -------------------- | ------------------- |
| Argentina            | 9                   |
| Australia            | 34                  |
| Austria              | 33                  |
| Belgio (Fiandre)     | 13                  |
| Francia              | 34                  |
| Germania             | 42                  |
| Irlanda              | 5                   |
| Nuova Zelanda        | 24                  |
| Paesi Bassi          | 59                  |
| Regno Unito          | 1                   |
| Svizzera             | 39                  |